# Леонтьєв Олег Юрійович
Олег Юрійович Леонтьєв (біл. Алег Юревіч Лявонцьеў; народився 15 листопада 1970 у м. Саратові, СРСР) — білоруський хокеїст, захисник. Головний тренер «Кристал» (Саратов).
Виступав за команди: «Динамо» (Мінськ), «Тівалі» (Мінськ), «Кристал» (Саратов), «Металург» (Магнітогорськ), «Металург» (Новокузнецьк), СКА (Санкт-Петербург), «Хімволокно» (Могильов), «Юність» (Мінськ), «Металург» (Жлобин).
У складі національної збірної Білорусі провів 49 матчів (4 голи, 13 передач); учасник чемпіонатів світу 1994 (група C), 1999, 2007 і 2008. 
Чемпіон Євроліги (1999, 2000). Чемпіон Росії (1999, 2001), срібний призер (1998), бронзовий призер (2000). Володар Кубка Росії (1998). Чемпіон Білорусі (2006), срібний призер (2008), бронзовий призер (2005, 2007). Володар Кубка Білорусі (2009), фіналіст (2005). Володар Суперкубка Європи (2000). Володар Континентального кубка (2007).